# Ellen Blom
Ellen Blom (* 30. November 1979) ist eine norwegische Skibergsteigerin.

## Erfolge (Auswahl)
- 2007:
  - 5. Platz bei der Europameisterschaft Skibergsteigen Staffel (mit Lene Pedersen und Bodil Ryste)
  - 7. Platz bei der Europameisterschaft Skibergsteigen Team mit Lene Pedersen

- 2008:
  - 4. Platz bei der Weltmeisterschaft Skibergsteigen Staffel (mit Lene Pedersen, Bodil Ryste und Marit Tveite Bystøl)